# Mykhailo Omelianovych-Pavlenko
Myjailo Omelianóvych-Pavlenko (en ucraniano: Миха́йло Володи́мирович Омеляно́вич-Павле́нко; 8 de diciembre de 1878 - 29 de mayo de 1952) fue un militar ucraniano, Comandante Supremo del Ejército ucraniano de Galitzia (UHA) y del Ejército Popular de Ucrania. Más tarde, se desempeñó como Ministro de Defensa del Gobierno en el exilio de la República Popular de Ucrania.

## Primeros años
Myjailo Omelianóvych-Pavlenko nació en Tiflis (actual Georgia). Su padre, Volodýmyr, era un oficial del Ejército Imperial Ruso. Su madre era de una familia aristocrática georgiana. Omelianóvych-Pavlenko asistió a la academia militar en Petersburgo, graduándose en 1900. Tenía un hermano menor, Iván, que luego estaba luchando junto con él.

## Servicio militar temprano
Omelianóvych-Pavlenko participó en la guerra ruso-japonesa como comandante de la compañía. Más tarde, en 1910, se graduó de la Escuela de Estado Mayor.

## Primera Guerra Mundial
Durante la Primera Guerra Mundial, Omelianóvych-Pavlenko sirvió como comandante de muchas unidades, incluida una brigada ucraniana en Yekaterinoslav.
En la primavera de 1917, Omelianóvych-Pavlenko se convirtió en un férreo defensor de la independencia de Ucrania e inició la creación del Batallón Odesa. También inició academias militares ucranianas en Zhytómyr y Kamyanets-Podilski.
El 10 de diciembre de 1918, Omelianóvych-Pavlenko asumió el mando del ejército ucraniano de Halitska, que dirigió hasta junio de 1919.
Después de la unión de la UHA y el Ejército Popular de Ucrania de la República Popular de Ucrania, Omelianóvych-Pavlenko asumió el mando de la fuerza. Sirvió como agregado especial de Symon Petliura. Omeliaóovych-Pavlenko comandó el Ejército Popular de Ucrania durante la Primera Campaña de Invierno de la guerra polaco-soviética (1920).

## Periodo de entreguerras
Omelianóvych-Pavlenko se mudó a Praga, donde dirigió la Alianza de Organizaciones de Veteranos de Ucrania.

## Segunda Guerra Mundial
Durante la Segunda Guerra Mundial, después de que la Alemania nazi invadiera la Unión Soviética, Omelianóvych-Pavlenko encabezó una milicia nacionalista ucraniana, el Ejército de Liberación de Ucrania, que se alió con los Poderes del Eje. En su apogeo tenía 80.000 miembros.

## Después de la Segunda Guerra Mundial

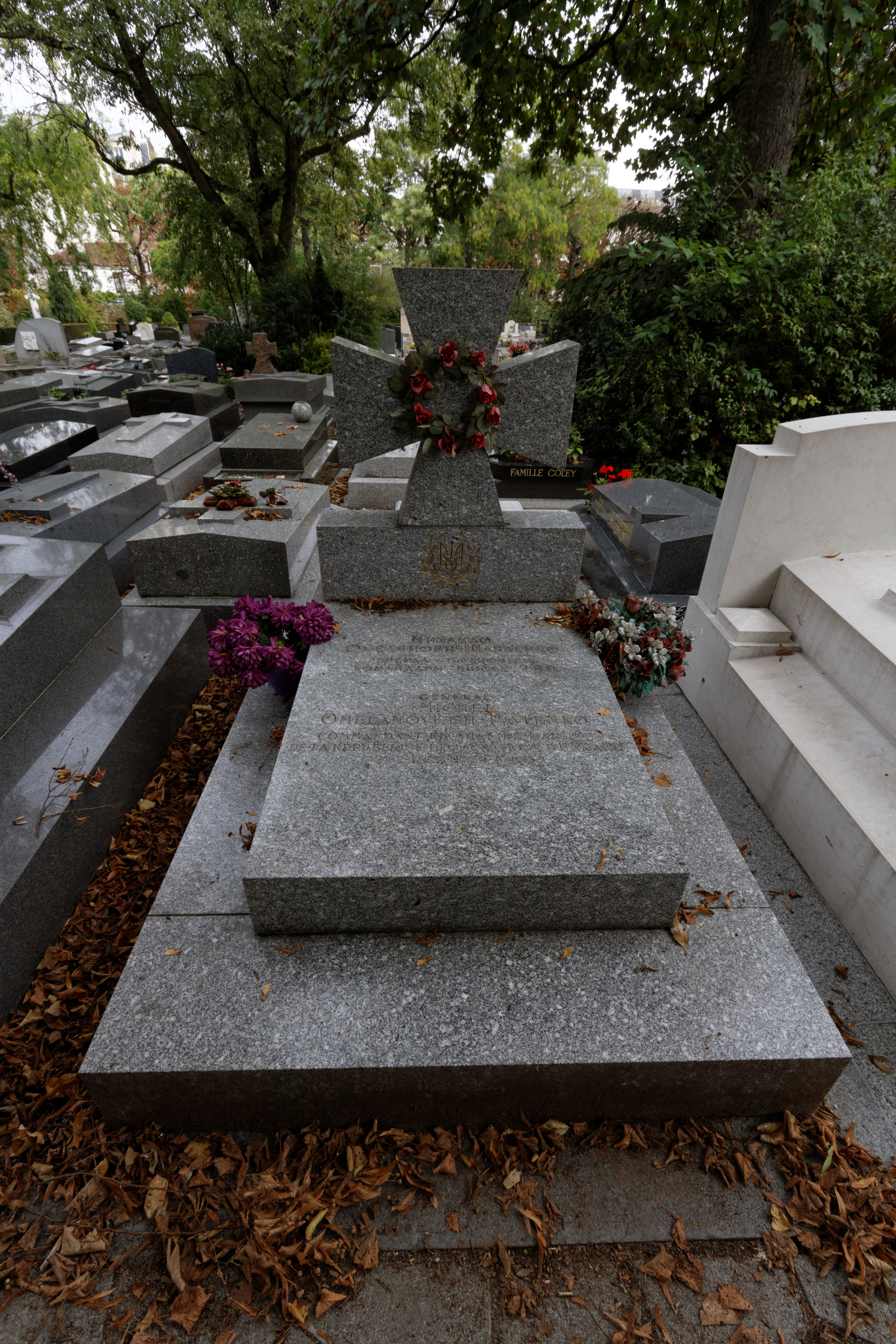
Tumba en el Cementerio Père Lachaise.

Después de la Segunda Guerra Mundial, Omelianóvych-Pavlenko se mudó a Francia y se convirtió en el ministro de Defensa del Gobierno en el exilio de la República Popular de Ucrania desde 1945 hasta 1948. Pavlenko fue ascendido al rango de teniente general.

## Publicaciones
Omelianóvych-Pavlenko es autor de cuatro libros: La guerra de Ucrania y Polonia de 1918-19 (publicada en 1929), La campaña de invierno (publicada en 1934) y dos libros de memorias (publicados en 1930 y 1935).